# هامونتن (نیوجرسی)
هامونتن (به انگلیسی: Hammonton) شهری در ایالت نیوجرسی کشور ایالات متحده آمریکا است که جمعیت آن در سرشماری سال ۲۰۱۰ میلادی، ۱۴٬۷۹۱ نفر بوده‌است.